# Joseph Leonard Goldstein
Joseph L. Goldstein nació en Sumter, Carolina del Sur, Estados Unidos el 18 de abril de 1940. Estudió medicina en la Universidad de Washington y en la de Lee (Virginia). Comenzó a trabajar en el Hospital General de Massachusetts. Desde 1977 fue director del Centro de Genética Molecular de la Universidad de Texas.
Obtiene el Premio Nobel de Fisiología o Medicina en 1985 que comparte con Michael S. Brown por sus trabajos sobre el colesterol.
El objetivo de estos investigadores era descubrir la relación entre el aumento de los niveles de colesterol en sangre y la formación de depósitos grasos vasculares y la arterioesclerosis.
Goldstein y Brown y demostraron la existencia en la membrana celular de receptores que captan y degradan las LDL (lipoproteínas de baja densidad) plasmáticas.

## Artículos de investigación
- Brown MS, Goldstein JL (junio de 2012). "Reflexiones - Viajes científicos: seis excursiones de los caminos trillados" . J. Biol. Chem . 287 (27): 22418–22435. doi : 10.1074 / jbc.X112.381681 . PMC  3391146 . PMID  22584575 .
- Brown MS, Goldstein JL (mayo de 2011). "Richard GW Anderson (1940-2011) y el nacimiento de la endocitosis mediada por receptores" . J. Cell Biol . 193 (4): 601–603. doi : 10.1083 / jcb.201104136 . PMC  3166872 . PMID  21576388 .
- Goldstein JL, Brown MS (abril de 2009). "Historia del descubrimiento: el receptor de LDL" . Arterioscler. Trombo. Vasc. Biol . 29 (4): 431–438. doi : 10.1161 / ATVBAHA.108.179564 . PMC  2740366 . PMID  19299327 .
- Brown MS, Goldstein JL (abril de 2009). "Retroalimentación de colesterol: de la botella de Schoenheimer a MELADL de Scap" . J. Lipid Res . 50 (Suplemento): S15 – S27. doi : 10.1194 / jlr.R800054-JLR200 . PMC  2674699 . PMID  18974038 .
- Brown MS, Goldstein JL (octubre de 2004). "Un homenaje a Akira Endo, descubridor de una" penicilina "para el colesterol". Suplementos de aterosclerosis . 5 (3): 13–16. doi : 10.1016 / j.atherosclerosissup.2004.08.007 .
- Brown MS, Goldstein JL (abril de 1986). "Una vía mediada por receptores para la homeostasis del colesterol". Ciencia . 232 (4746): 34–47. Código Bibliográfico : 1986Sci ... 232 ... 34B . doi : 10.1126 / science.3513311 . PMID  3513311 .
- Brown MS, Goldstein JL (marzo de 1974). "Hipercolesterolemia familiar: unión defectuosa de lipoproteínas a fibroblastos cultivados asociados con una regulación alterada de la actividad de la 3-hidroxi-3-metilglutaril coenzima A reductasa" . Actas de la Academia Nacional de Ciencias de los Estados Unidos de América . 71 (3): 788–792. Código Bibliográfico : 1974PNAS ... 71..788B . doi : 10.1073 / pnas.71.3.788 . PMC  388099 . PMID  4362634 .
- Goldstein JL, Brown MS (octubre de 1973). "Hipercolesterolemia familiar: identificación de un defecto en la regulación de la actividad reductasa de la 3-hidroxi-3-metilglutaril coenzima A asociada con la sobreproducción de colesterol" . Actas de la Academia Nacional de Ciencias de los Estados Unidos de América . 70 (10): 2804–2808. Código Bibliográfico : 1973PNAS ... 70.2804G . doi : 10.1073 / pnas.70.10.2804 . PMC  427113 . PMID  4355366 .